# NGC 7527
NGC 7527 est vaste galaxie elliptique située dans la constellation de Pégase. Sa vitesse par rapport au fond diffus cosmologique est de 7 632 ± 47 km/s, ce qui correspond à une distance de Hubble de 112,6 ± 7,9 Mpc (∼367 millions d'al). NGC 7527 a été découverte par l'astronome allemand Albert Marth en 1864.